# Jan Hubert Pinand

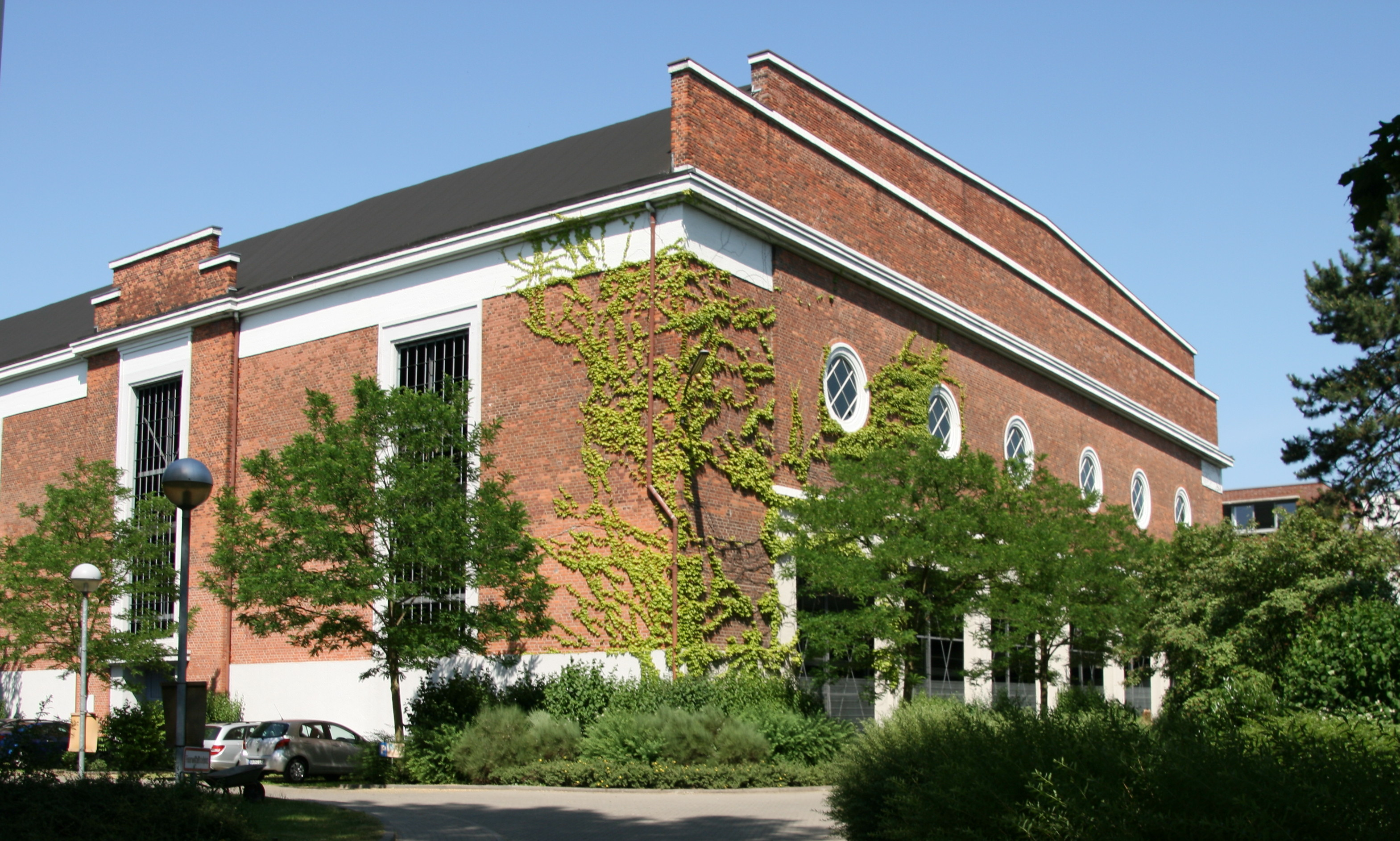
Ehemalige Zeppelin- und spätere Industriehalle der Firma Bahnbedarf Rodberg, Darmstadt

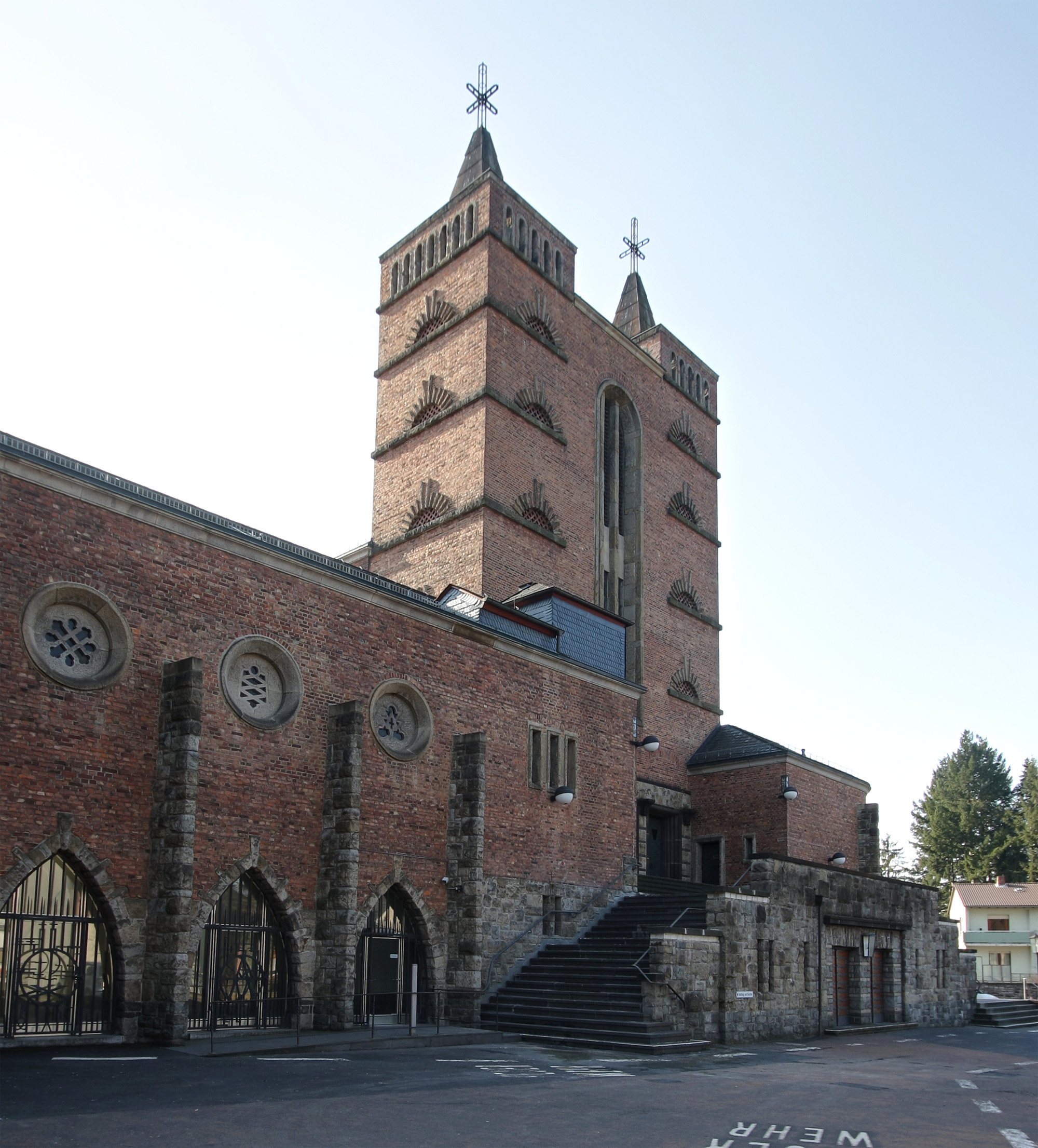
Pallottiner- und Pfarrkirche St. Marien, Limburg an der Lahn

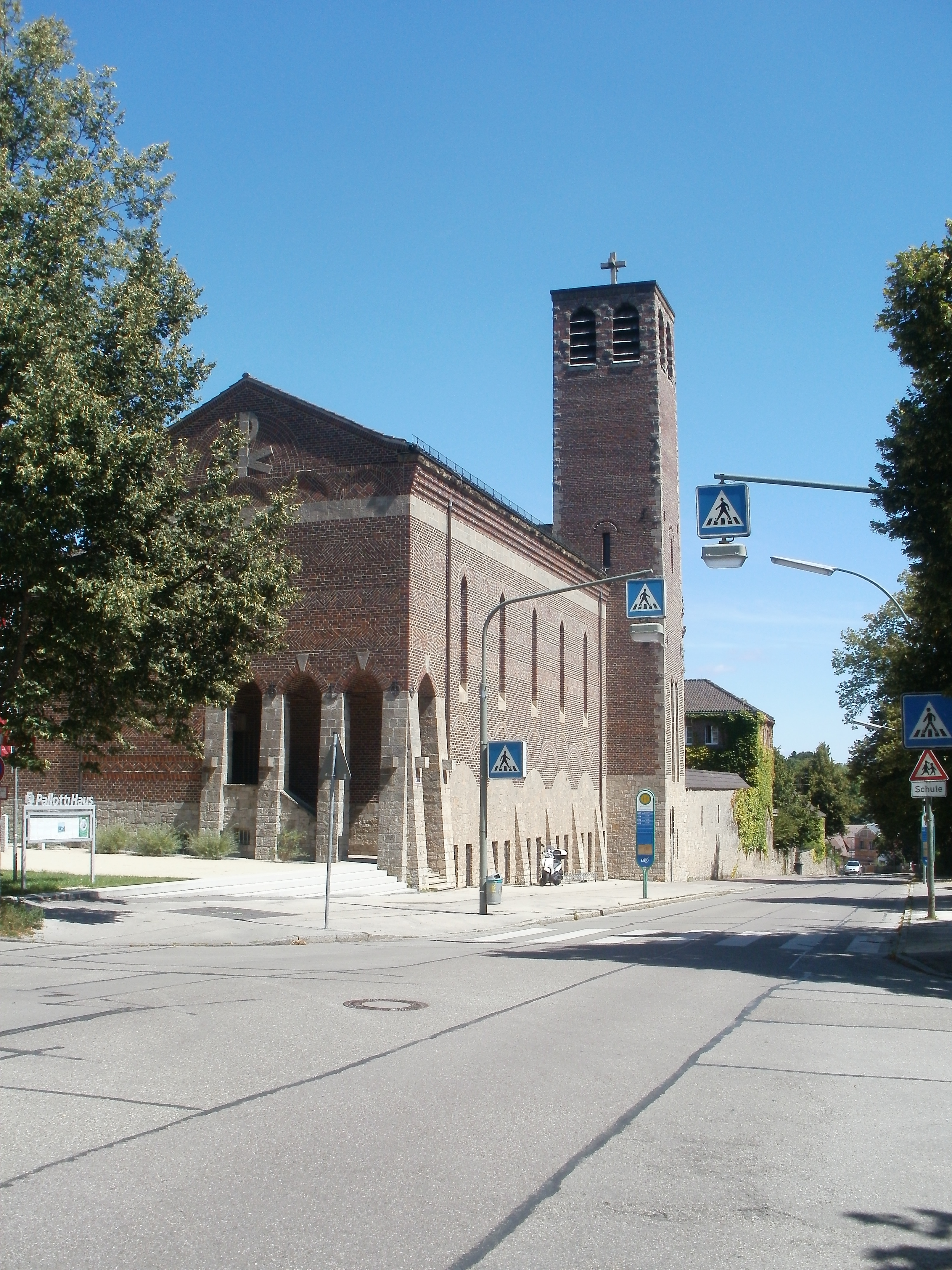
Pallottinerkirche St. Johannes, Freising

Jan Hubert Pinand (* 16. Februar 1888 in Fischeln; † 2. Oktober 1958 in Darmstadt) war ein deutscher Architekt und Hochschullehrer.

## Leben
Jan (eigentlich Jakob) Hubert Pinand wurde am 16. Februar 1888 in Fischeln geboren. Er besuchte zunächst die Volksschule und von 1906 bis 1909 eine höhere Privatschule (Realgymnasium) in Krefeld, die er nach der Oberprima verließ. Daraufhin folge ein Studium an der Handwerker- und Kunstgewerbeschule Krefeld, das er „mit Auszeichnung“ abschloss. Von 1909 bis 1911 studierte er vier Semester Architektur an der Technischen Hochschule Darmstadt.
Pinand war ab 1. Januar 1914 mehrfach als Lehrer an der Landesbaugewerkschule Darmstadt (ab 1927 Höhere Landesbauschule Darmstadt) und der Gewerbeschule Darmstadt, Vorgängereinrichtungen der heutigen Hochschule Darmstadt, tätig und 1919 mit dem Aufbau der Kunstgewerbeschule Darmstadt betraut. Dazwischen war er als freier Architekt aktiv. In den 1920er Jahren baute er zahlreiche Wohnhäuser, vor allem in Darmstadt, und verschiedene Kirchen, vor allem für den Pallottinerorden.
Am 1. August 1931 wurde er als Professor an die Kunstgewerbeschule Mainz berufen. Dort war er Leiter der Abteilung für Christliche Kunst und kirchliche Architektur. Am 1. Oktober 1933 wurde er als Kirchenarchitekt von den Nationalsozialisten aus dem Staatsdienst entlassen. In den Folgejahren bis Ende 1945 arbeitete er als selbständiger Architekt.
Pinand wurde mit Urkunde vom 17. April 1946, rückwirkend zum 1. Januar 1946, auf den Lehrstuhl für Baukunst der Technischen Hochschule Darmstadt berufen. Pinand trat zur Hälfte die Nachfolge des entlassenen Professors Karl Lieser an. Die andere Hälfte der Professur wurde zeitgleich mit Ernst Neufert besetzt. Bereits im Laufe des Jahres 1946 wurden beide halben Professuren auf 100 % aufgestockt. Die Professur von Pinand erhielt die Bezeichnung „Entwerfen und Kirchenbau“.
Von 1947 bis 1949 war er Dekan der Architekturfakultät an der Technischen Hochschule Darmstadt. Nachdem er eine Emeritierung nach Ablauf des 68. Lebensjahres abgelehnt hatte, wurde er erst zum 1. April 1958 emeritiert.
Er war gläubiger Katholik. 1954 wurde er von Kardinal-Großmeister Nicola Kardinal Canali zum Ritter des Ritterordens vom Heiligen Grab zu Jerusalem ernannt und am 9. Mai 1954 im Freiburger Münster durch Lorenz Jaeger, Großprior der deutschen Statthalterei, investiert. Er wurde mit dem päpstlichen Ehrenkreuz Pro Ecclesia et Pontifice ausgezeichnet.

## Werke (Auswahl)
- 1914: eigenes Wohnhaus in Darmstadt-Eberstadt, Friedrich-Ebert-Str. 9
- 1921/1922: zwei Einfamilienhäuser in Darmstadt, Heinrich-Rinck-Weg 1 + 3
- 1923: Fabrikhalle des Unternehmens Bahnbedarf A.-G. in Darmstadt, Landwehrstraße 52 (unter Wiederverwendung von Teilen der ehemaligen Luftschiffhalle aus Diwitten in Ostpreußen)
- 1923: Haus Sölling in Darmstadt, Am Erlenberg 30
- 1923: Wohnhaus in Darmstadt, Am Elfengrund 41
- um 1924: Wohnhaus Anton in Darmstadt
- 1928: Wohnhaus Diefenbach in Darmstadt, Prinz-Christians-Weg 13
- 1924–1927: Pallottiner-Klosterkirche St. Marien mit Kreuzgang in Limburg an der Lahn, Frankfurter Straße[2]
- 1925/1926: Wohnhaus Stegmüller in Darmstadt, Nikolaiweg 1
- 1928–1930: Pallottinerkirche St. Johannes der Täufer in Freising, Vimystraße 3
- 1931/1932 Wohnhaus Stange mit Praxis, Darmstadt-Eberstadt, Heidelberger Straße 26, heute Heidelberger Landstraße 242
- 1932/1933: kath. Pfarrkirche St. Jakobus in Frankfurt am Main, Ortsteil Harheim, Philipp-Schnell-Straße
- 1934: Wohnhaus in Darmstadt, Schillerstraße 13
- 1936: kath. Kirche St. Bonifatius in Riedstadt
- 1937: Liebfrauenkirche an der Orangerie in Darmstadt
- 1937–1939: kath. Kirche St. Mariä Namen in (Engelskirchen-)Osberghausen
- 1939: Wohnhaus in Darmstadt, Heinrich-Delp-Str. 226
- 1942: Betriebsgebäude der Grube Friedberg der Buderus AG in Biebertal
- 1947–1949: Betriebsgebäude des Schachtes Falkenberg der Buderus AG am Mosenberg bei Mardorf (1959–2005 Jugendherberge genutzt)
- 1953: kath. Kirche St. Gottfried in Butzbach
- 1957–1959: Studentendorf in Darmstadt, Lichtwiesenweg 9[3]
- 1958: kath. Pfarrkirche Heilig Kreuz in Bensheim-Auerbach (nach Entwurf von Pinand posthum ausgeführt)[4]